# مركز دراسات التنمية في جامعة بيرزيت
مركز دراسات التنمية في جامعة بيرزيت هو مركز أكاديمي بحثي تابع لجامعة بيرزيت في فلسطين، تأسس عام 1997 ويُعتبر من أبرز المراكز التي تهتم بإنتاج المعرفة حول قضايا التنمية والسياسات العامة في السياق الفلسطيني، وذلك من خلال دمج البحث الأكاديمي بالممارسة المجتمعية، والتركيز على الفئات المهمشة في المجتمع الفلسطيني.

## الرؤية والرسالة
يسعى مركز دراسات التنمية إلى تعزيز التنمية المجتمعية المستدامة من منظور شامل يأخذ بعين الاعتبار الأبعاد الاجتماعية والاقتصادية والسياسية، ويهدف إلى تمكين المجتمعات المحلية من اتخاذ قرارتها التنموية من خلال أدوات معرفية تشاركية قائمة على البحث والتوثيق.
يرتكز عمل المركز على تحليل السياسات التنموية، وإنتاج المعرفة المرتبطة بها، بهدف دعم الممارسات المجتمعية المبنية على العدالة والتمكين، مع التركيز على السياق الفلسطيني، ويطمح إلى المساهمة في بلورة نماذج بديلة للتنمية تتلاءم مع الواقع المحلي وتستند إلى مبدأ السيادة المجتمعية على الموارد والقرار.  

## التعليم والمشاركة المجتمعية
لا يقتصر عمل المركز على البحث الأكاديمي، بل يمتد إلى تعزيز المشاركة الشعبية عبر ورش عمل مجتمعية، وحملات توعوية، خاصة في القرى المهددة من قبل الاحتلال الإسرائيلي. كما يدير المركز برامج تدريب للطلبة الجامعيين والباحثين الميدانيين لتطوير أدوات بحثية ناقدة، حيث تمكنهم من دراسة واقعهم من الداخل وليس من المنظور الخارجي. 

## المنشورات
نشر مركز دراسات التنمية العشرات من الأوراق البحثية والتقارير السياسية، منها:
- رصد واقع السياحة في فلسطين.
- ورقة موقف:مشروع التنمية الغربي في فلسطين وحرب الإبادة على غزة.
- الإقراض والسياسات التنموية في الأراضي الفلسطينية المحتلة.
- الإعاقة والتغيير في المجتمع، دراسة حول تجربة مجموعة من الأشخاص ذوي الإعاقة في مناصرة قضية الإعاقة في الضفة الغربية وقطاع غزة.

## الشركاء
يرتبط المركز بشبكة واسعة من الشركاء في الداخل والخارج، منها:
- مؤسسة الحق.
- معهد دراسات المرأة.
- مركز الأردن الجديد للدراسات.
- جامعة الأزهر غزة.
- جمعية أصدقاء بيرزيت.
- الإغاثة الزراعية الفلسطينية.
- برنامج الأمم المتحدة الإنمائي.